# Влеминкс, Бьорн
Бьорн Влеминкс (нидерл. Björn Vleminckx; 1 декабря 1985, Бом, Бельгия) — бельгийский футболист, нападающий.

## Карьера

### Клубная
Бьорн Влеминкс дебютировал в чемпионате Бельгии 5 апреля 2003 года в игре против «Мехелена», появившись на поле на 76-й минуте матча. Впервые поразить ворота соперника нападающему удалось лишь в 32-м туре чемпионата Бельгии 2003/04, когда он открыл счет в домашнем матче с «Серкль Брюгге». В остававшихся двух матчах чемпионата Влеминкс сумел забить ещё дважды — «Ла-Лувьеру» и «Антверпену».
В следующем сезоне матчем с софийским «Левски» Влеминкс дебютировал в Кубке УЕФА. В четырёх проведенных в турнире матчах нападающий забил 1 гол — 4 ноября 2004 года в проигранной в Загребе со счетом 1:6 игре с местным «Динамо».
Сезоны 2005/06 и 2006/07 Влеминкс провёл во втором дивизионе чемпионата Бельгии, выступая за клубы «Остенде» и «Мехелен». По итогам сезона 2006/07 Бьорн Влеминкс вместе с «Мехеленом» вернулся в высший бельгийский дивизион.
В последующие два сезона Влеминкс забил за «Мехелен» 28 мячей в 68 проведенных матчах, в том числе 6 голов в 7 матчах розыгрыша кубка Бельгии 2008/09. В июле 2009 года нападающий перешёл в неймегенский НЕК.
Влеминкс дебютировал в чемпионате Нидерландов в первом туре сезона 2009/10. В следующей игре чемпионата бельгийский форвард сделал дубль в ворота «Херенвена».

### В сборной
Дебютировал за сборную Бельгии 11 августа 2010 года. В товарищеском матче против сборной Финляндии, проходившем в Турку и завершившемся победой хозяев со счетом 1:0, Влеминкс вышел на замену на 73 минуте.

## Статистика
| Матчи Влеминкса за сборную Бельгии | Матчи Влеминкса за сборную Бельгии | Матчи Влеминкса за сборную Бельгии | Матчи Влеминкса за сборную Бельгии | Матчи Влеминкса за сборную Бельгии | Матчи Влеминкса за сборную Бельгии | Матчи Влеминкса за сборную Бельгии |
| ---------------------------------- | ---------------------------------- | ---------------------------------- | ---------------------------------- | ---------------------------------- | ---------------------------------- | ---------------------------------- |
| №                                  | Дата                               | Оппонент                           | Счёт                               | Голы Влеминкса                     | Соревнование                       |                                    |
| 1                                  | 11 августа 2010                    | Финляндия                          | 0-1                                | -                                  | Товарищеский матч                  |                                    |
| 2                                  | 9 февраля 2011                     | Финляндия                          | 1-1                                | -                                  | Товарищеский матч                  |                                    |
| 3                                  | 10 августа 2011                    | Словения                           | 0-0                                | -                                  | Товарищеский матч                  |                                    |

## Достижения

### Командные
«Брюгге»
- Вице-чемпион Бельгии: 2011/12

### Личные
- Лучший бомбардир чемпионата Нидерландов 2010/11 (23 гола)
- Лучший спортсмен Неймегена: 2011